# Condado de Franklin (Iowa)
El condado de Franklin (en inglés: Franklin County, Iowa), fundado en 1851, es uno de los 99 condados del estado estadounidense de Iowa. En el año 2000 tenía una población de 10 704 habitantes con una densidad poblacional de 7 personas por km². La sede del condado es Hampton.

## Historia
El Condado de Franklin se formó el 15 de enero de 1851. Fue nombrado después de Benjamin Franklin.

## Geografía
Según la Oficina del Censo, el condado tiene un área total de 1510 km² (583 mi²), de la cual 1509 km² (582,6 mi²) es tierra y 1 km² (0,4 mi²) es agua.

### Condados adyacentes
- Condado de Cerro Gordo norte
- Condado de Butler este
- Condado de Hardin sur
- Condado de Wright oeste

## Demografía
En el 2000 la renta per cápita promedia del condado era de $36 042, y el ingreso promedio para una familia era de $45 184. El ingreso per cápita para el condado era de $18 767. En 2000 los hombres tenían un ingreso per cápita de $29 694 contra $21 115 para las mujeres. Alrededor del 8.00% de la población estaba bajo el umbral de pobreza nacional.
| 1900   | 1910   | 1920   | 1930   | 1940   | 1950   | 1960   | 1970   | 1980   | 1990   | 2000   |
| ------ | ------ | ------ | ------ | ------ | ------ | ------ | ------ | ------ | ------ | ------ |
| 14.996 | 14.780 | 15.807 | 16.382 | 16.379 | 16.268 | 15.472 | 13.255 | 13.036 | 11.364 | 10.704 |

## Lugares

### Ciudades y pueblos
- Ackley
- Alexander
- Coulter
- Dows
- Geneva
- Hampton
- Hansell
- Latimer
- Popejoy
- Sheffield

### Comunidades no incorporadas
- Bradford
- Chapin

### Principales carreteras
- Interestatal 35
- U.S. Highway 65
- Carretera de Iowa 3
- Carretera de Iowa 57